# Life (film, 2017)
Life är en amerikansk science fiction-skräckfilm från 2017. Filmen är regisserad av Daniel Espinosa, med manus skrivet av Rhett Reese och Paul Wernick.
Filmen hade biopremiär i Sverige den 22 mars 2017, utgiven av Sony Pictures Releasing.

## Handling
I filmen avslöjar en besättning på sex personer på den internationella rymdstationen (ISS) de första bevisen på utomjordiskt liv på Mars. När medlemmar i besättningen utför sin forskning visar det sig snabbt att den utvecklande livsformen är mycket mer intelligent och skrämmande än väntat.

## Rollista
- Jake Gyllenhaal – Dr. David Jordan
- Ryan Reynolds – Rory Adams
- Rebecca Ferguson – Dr. Miranda North
- Hiroyuki Sanada – Sho Murakami
- Ariyon Bakare – Dr. Hugh Derry
- Olga Dihovichnaya – Ekaterina "Kat" Golovkina
- Naoko Mori – Kazumi